# Ali Payami
Ali Payami (Teerão, 30 de agosto de 1983) é um compositor, produtor musical e DJ sueco, conhecido pelas colaborações com Taylor Swift, Ariana Grande, The Weeknd, Ellie Goulding, Katy Perry, Adam Lambert e Tove Lo.